# Until Dawn (film)
Az Until Dawn 2025-ben bemutatott amerikai túlélő horrorfilm, amelyet Gary Dauberman és Blair Butler forgatókönyvéből David F. Sandberg rendezett. A film a PlayStation Studios 2015-ös videójátékának alapján készült, és ugyanabban az univerzumban játszódik egy eredeti, önálló történetet bemutatva, amely kibővíti a játék mitológiáját. A főbb szerepekben Ella Rubin, Michael Cimino, Odessa A’zion, Ji-young Yoo és Belmont Cameli látható. Peter Stormare a játékból ismert szerepét ismétli meg.
2024 januárjában a Sony Pictures bejelentette, hogy a filmet a PlayStation Productions fogja gyártani. A szereposztást 2024 folyamán jelentették be, a forgatásra 2024 augusztusa és októbere között került sor Budapesten. A stáb tagjai Sandberg gyakori munkatársai voltak, köztük Benjamin Wallfisch zeneszerző, Maxime Alexandre operatőr és Michel Aller vágó.
Az Amerikai Egyesült Államokban 2025. április 25-én került a mozikba. Magyarországon egy nappal korábban, április 24-én mutatták be az InterCom Zrt. forgalmazásában. Általánosságban vegyes véleményeket kapott a kritikusoktól, és világszerte 50 millió dolláros bevételt hozott.

## Cselekmény
Clover exbarátjával, Maxszel és közös barátaikkal, Megannal, Ninával és Abe-vel együtt elindul, hogy megkeresse húgát, Melanie-t, aki egy éve eltűnt. A nyomok egy távoli vidéki benzinkúthoz vezetik a csapatot, ahol Clover az alkalmazottól megtudja; a közeli Glore Valley kisvárosban rendszeresen tűnnek el emberek. Az ottani látogatóközpont kihalt, és úgy tűnik, egy furcsa viharburok borította be a helyet, viszont az eső csak a környéket érinti. Ez megakadályozza a fiatalok távozását, így kénytelenek az épületben maradni. 
A látogatóközpontban Abe talál egy falat, tele eltűnt személyek plakátaival, köztük Melanié is. Ahogy leszáll az éj, Nina beírja magát a központ vendégkönyvébe. A csoport a földszinten kutakodva rátalál egy másik házra, ami a központ alatt helyezkedik el. Hirtelen egy csákánnyal hadonászó, maszkos támadó megöl mindenkit.
A csoport az első éjszaka egy új vendégkönyv aláírásával és az eltűnt személyek plakátjaival a falon ébred, ahol már ők is szerepelnek. Rájönnek, az éjszaka ismétlődik, amit egy homokóra jelez a nagyteremben. Hirtelen kialszanak a fények, és megjelenik egy romos ház a központtal szemben. Megant természetfeletti erő megszállja és végez vele, amely aztán Clovert a házba ránt; ott találkozik egy idős boszorkánnyal, aki megszállja őt, és azt mondja neki; vagy „túléli az éjszakát, vagy a részévé válik”. Abe megpróbál elmenekülni Ninával, de a központon kívül egy óriási szörnyeteggel találkoznak, és miután visszafordulnak, a maszkos támadó ismét megöli őket. A megszállott Clover végez Maxel, mielőtt még halálra gázolnák. 
Az éjszaka újrakezdődik, a csoport rájön, hogy időhurokban vannak, és mindössze 13 haláleset vár rájuk, mielőtt végleg eltűnnek, mint a többi látogató. Elbarikádozzák magukat a fürdőszobában, és csapvizet isznak, aminek hatására felrobbannak. A csoport egyre jobban haldoklik, és ahogy Clover meghal, rábukkan Dr. Hillre, aki felfedi a benne való részvételét, és arra biztatja, hogy menjenek tovább. Az éjszakát újrakezdve Clover megfogadja, hogy kideríti az igazságot Hillről és Melanie-ról. A csoport között vita alakul ki. Nina, feldühödve azon, hogy Abe magára akarja hagyni őket, egy csákánnyal leszúrja. Clover, Max és Megan felfedezik az erdőt, miközben Abe-t és Ninát meggyilkolja a maszkos támadó. Hármójukat wendigók támadják meg, ami Megan halálát okozza. Clover és Max találkozik az immár wendigóvá változott Melanie-val. Megtört szívvel Clover azt mondja Maxnek, ölje meg, hogy újra kezdhessék az éjszakát, és többet tudjanak meg. Max elvágja a torkát, majd iszik egy kis vizet, amitől felrobban, miközben Melanie-t szidja.
A válaszokat keresve a csoport rájön, hogy Glore Valley egy bányaszerencsétlenséget követően a föld alá süllyedt, és több százan meghaltak, Hillt pedig azért hozták ide, hogy terapeutaként segítse a túlélőket. Találnak egy VHS kazettát, amelyen az látható, hogy a központban rekedtek wendigókká változnak, miután a 13. éjszakán megölték őket. A csoport megpróbálja felkutatni Hillt, miközben több éjszakán keresztül különböző lények végeznek velük. Egy visszaemlékezésben látható, ahogy Melanie elhagyja Clovert az édesanyjuk halála után, ami még mindig kísérti a lányt. A 13. éjszakájukon felébred, ekkor a csoport teste elkezd wendigókká romlani. Megan is eltűnt, és a csoport rájön, túlélt egy éjszakát, és követte Hillt egy alagútba.
Készen állva arra, hogy szembeszálljon Hill-lel, a csoport Megan nyomába ered, és elhárítja a wendigókat. A maszkos támadó lesből támad rájuk, így Clover elszakad a többiektől, hogy Hill nyomára bukkanjon. A Melanie-val való összecsapás után, amelyben Clover kénytelen volt megölni nővérét, a szanatóriumban találja magát, ahol Megan egy wendigóval van bezárva egy szobába. Clover szembeszáll Hill-lel, elárulja, hogy kísérleteket végez, és a megjelenő lények részben Clover depressziójának és félelmeinek manifesztációi. Hill az asztalára teszi a kávéját, Clover pedig a csöpögő, halálos csapvíz alá tolja azt, és miután iszik belőle, a férfi felrobban. Visszaszerzi a kulcsokat, és kiszabadítja Megant. A többieknek sikerül megölniük a maszkos támadót, és a csoport a wendigók üldözésével menekül az alagutakon keresztül. Éppen akkor menekülnek ki az alagutakból, amikor a homokóra lefut, és a nap felkel. Az időhurokból kiszabadulva a csoport elhajt a központból.
Eközben Hill irodájában a megfigyelőrendszer egy havas faházra vált, ahol egy autó áll meg, és közben Hill fütyülése hallatszik.

## Szereplők
| Szerep                                                    | Színész                             | Magyar hang       |
| --------------------------------------------------------- | ----------------------------------- | ----------------- |
| Clover Paul, egy lány, aki eltűnt húgát, Melanie-t keresi | Ella Rubin                          | Kanyó Kata        |
| Max, Clover volt barátja                                  | Michael Cimino                      | Kerek Dávid       |
| Nina Riley, Clover legjobb barátnője                      | Odessa A’zion                       | Nagy Katica       |
| Abe, Nina barátja                                         | Belmont Cameli                      | L. Nagy Attila    |
| Megan, Max mostohatestvére                                | Ji-young Yoo                        | Urbán-Szabó Fanni |
| Melanie Paul, Clover eltűnt nővére                        | Maia Mitchell                       | Dér Marus         |
| Melanie Paul, Clover eltűnt nővére                        | Temesvári Zsófia (Wendigo formában) |                   |
| Dr. Alan J. Hill, pszichológus                            | Peter Stormare                      | Benkő Péter       |
| Boszorkány                                                | Hermányi Mariann                    | Hermányi Mariann  |

Dr. Hill irodájában feltűnik egy fénykép, amelyen Rami Malek Josh Washingtont alakítja, a 2015-ös videójátékból ismert karaktert.

### Magyar változat
- Magyar szöveg: Tóth Tamás
- Hangmérnök: Farkas László
- Vágó: Sári-Szemerédi Gabriella
- Gyártásvezető: Hódos Edina
- Szinkronrendező: Dóczi Orsolya
- Produkciós vezető: Hagen Péter

A szinkront a Mafilm Audio Kft. készítette el.

## A film készítése
2024 januárjában jelentették be, hogy az Until Dawn című videójáték alapján a Screen Gems és a PlayStation Productions élőszereplős adaptációt készít, amelyet Gary Dauberman forgatókönyve alapján David F. Sandberg rendez, Blair Butler korábbi vázlata alapján. A filmet úgy jellemezték, mint „egy R-besorolású szerelmes levelet a horror műfajába, egy összetett szereplőgárdával”. Júniusban Ella Rubin, Michael Cimino, Ji-young Yoo és Odessa A’zion csatlakozott a stábhoz, nem közölt szerepekben. Augusztusban Maia Mitchell és Belmont Cameli is csatlakozott a szereplők köreihez. Peter Stormare újra eljátszotta Dr. Alan J. Hill szerepét a videójátékból. 
A forgatás 2024. augusztus 5-én kezdődött Budapesten, Maxime Alexandre operatőrrel, és 2024. október 4-én fejeződött be.  A film zenéjét Benjamin Wallfisch szerezte, míg vágója Michel Aller volt.